# طواف إيطاليا 1921
طواف إيطاليا 1921 هو سباق دراجات هوائية أقيم في إيطاليا بتاريخ 25 مايو – 12 يونيو، تكون السباق من 10 مراحل وامتدّ لمسافة 3107 كم بسرعة 25.59 كم/س، استغرق السباق 120 ساعة 24 دقيقة 39 ثانية. فاز به الإيطالي جيوفاني برونيرو.